# 4226 Damiaan
4226 Damiaan eller 1989 RE är en asteroid i huvudbältet som upptäcktes den 1 september 1989 av den belgiske astronomen Eric W. Elst vid Haute-Provence-observatoriet. Den är uppkallad efter belgaren Fader Damien..
Asteroiden har en diameter på ungefär 33 kilometer.